# The Angel Hotel
A The Angel Hotel a walesi Monmouth főutcájának, a Church Streetnek egyik műemlék épülete. Az épület II. kategóriás brit műemléknek (British Listed Building) számít. Az épületet 1700 és 1965 között fogadónak használták és ezzel Monmouth leghosszabb ideig működő hasonló jellegű intézménye volt. Az épület kétszintes, tetejét walesi pala fedi, bejáratát fából készült dór előcsarnok díszíti. Ma egy bútorüzletnek ad helyet. Egyike a monmouthi örökség tanösvény huszonnégy állomásának.

## Története
Az első épület ezen a telken 1240-ből származik. Robert le Ffrere boltja volt, amelyet egy font köményért bérelt ki. Negyven évvel később I. Eduárd angol király öccse, Edmund of Lancaster szerezte meg. A befolyó pénzből a plébániatemplom Szent Kereszt-oltárának örökmécsesét tartatta fenn. A hagyományok szerint az olajlámpás még kétszáz évvel később is világított éjjel-nappal. 1613-ban a boltot a St. Mary-kolostortemplom sörfőzdéjévé alakították át. 1700 körül már a The Angel (magyarul: angyal) néven emlegették. Ezt a nevét megtartotta 1965-ig. Ez rendkívül hosszas időszak egy fogadó életében, hogy megtartsa ugyanazon nevet.
1720-ban, amikor a tulajdonosa John Roome volt, az egyik hölgyvásárló eltulajdonított két óntányért és egy lenkendőt. A tolvajt elkapták és a város különböző pontjain megostorozták. Erről az eseményről több korabeli dokumentum is beszámolt. 1804-ben Charles Heath a következőképpen írt a fogadóról feljegyzéseiben: „a The Angel Inn fogadót Mrs. Pugh vezeti, nagyon tiszteletreméltó háznak számít, a királyság minden pontjából érkező utazó kereskedők frekventálják, olyanok, akiknek üzleti ügyeik vannak a megye különböző településein. A asszony vendégek iránti kivételes figyelmének köszönhetően, a legmagasabb szintű jó véleménnyel vannak róla.”
A fogadó majdnem elpusztult 1857-ben, amikor egy, a monmouthi lóversenyeken részt vevő elégedetlen zsoké fel akarta gyújtani a nyertes lovat, amelyet a fogadó istállójában helyeztek el. Elkapták és tettéért megfelelő büntetést kapott.
A fogadóban több baráti társaság is székelt, valamint 1794-ben itt tartotta a gyűlését a kereskedők társasága is (Society of Tradesmen and Others). Később ide helyezte át székhelyét a Fekete Hattyú baráti társaság is (The Black Swan Friendly Society). 1850-ben a Méltányosság fiai (The Sons of Equity) nevű egyesület is itt tartotta gyűlését. 1884-ben a fogadót Mrs. Creeper üzemeltette és azzal reklámozta intézményét, hogy „a bejárattól minden induló vonathoz omnibusz indul”. Ezek tulajdonképpen a King’s Head Hotel és a The Beaufort Arms Hotel fogadók lovaskocsijai voltak, amelyek megálltak a The Angel Hotel előtt is, útban a vasútállomásra. Egy rövid időszakban a Wye völgye nagy népszerűségnek örvendett a kerékpározók körébe. A 19. században a Cyclists Touring Club (Kerékpáros túraklub) monmouthi szervezete is az épületben székelt. A 20. század közepén a King’s Head Hotel, The Beaufort Arms Hotel és a The Angel Hotel a Forte Group nevű brit szállodalánc tulajdona lett. A szállodát 1965-ben zárták be. 2012 óta egy bútorüzletnek ad helyet.